# Jerry Sandusky
Jerry Sandusky (født 26. januar 1944 som Gerald Arthur Sandusky) er en amerikansk pædofilidømt amerikanskfodboldtræner, der var assisterende træner under Joe Paterno på Pennsylvania State University.